# Stuksgewijs
In de analyse, een deelgebied van de wiskunde, is een stuksgewijs gedefinieerde functie een functie waarvan het domein is opgedeeld in een eindig aantal intervallen op elk waarvan een functie gedefinieerd is. De functie wordt dus gedefinieerd door een eindig aantal andere functies, gedefinieerd op afzonderlijke delen van het domein.
De absolute waarde is een stuksgewijs gedefinieerde functie
{\displaystyle {\mbox{abs}}(x)=|x|={\begin{cases}-x&{\mbox{voor }}x<0\\x&{\mbox{voor }}x\geq 0\end{cases}}}
die uit twee delen bestaat en is een voorbeeld van een stuksgewijs lineaire functie.
De kleinste-kwadratenmethode benadert het verband tussen een onafhankelijke variabele en de daarbij horende afhankelijke variabele. Er wordt meestal een lineair verband verondersteld en dan is het een vorm van lineaire regressie. Bij stuksgewijze regressieanalyse wordt het domein van de onafhankelijke variabele in intervallen verdeeld en wordt er per interval, stuksgewijs de lineaire regressie toegepast. De gebruikte vorm van lineaire regressie kan goed de kleinste-kwadratenmethode zijn.